# Гаи (Сумская область)
Гаи (укр. Гаї) — село,
Басовский сельский совет,
Роменский район,
Сумская область,
Украина.

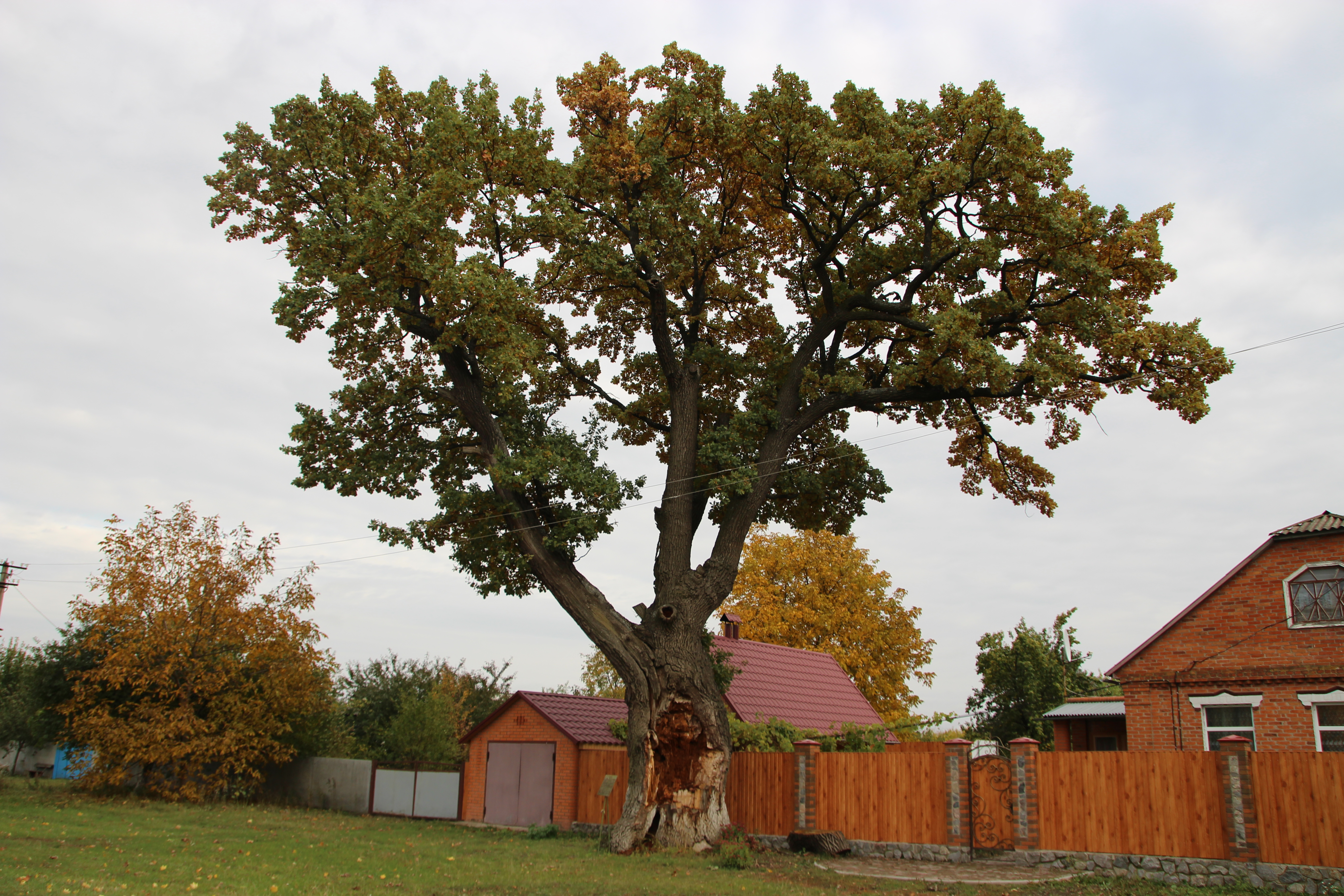
600-летний дуб Гаркуши — памятник природы

Код КОАТУУ — 5924181706. Население по переписи 2001 года составляло 572 человека, 456 человек в 2021 году.

## Географическое положение
Село Гаи находится на левом берегу безымянного ручья, который через 8 км впадает в реку Ромен.
На расстоянии в 1 км расположено село Борозенка.
На ручье сделана большая запруда.
Через село проходит автомобильная дорога Т-1907.

## Экономика
- Фермерское хозяйство «Гай».

## Объекты социальной сферы
- Школа І -ІІ ст.

## Достопримечательности
- 600-летний[3] дуб Гаркуши, назван в честь атамана XVII века Семёна Гаркуши.